# Obsession (album của EXO)
Obsession (cách điệu là OBSESSION) là album phòng thu tiếng Hàn thứ sáu và tổng cộng thứ bảy (bao gồm một album tiếng Nhật) của nhóm nhạc nam Hàn Quốc EXO. Nó được phát hành vào ngày 27 tháng 11 năm 2019, bởi SM Entertainment. Đây là album đầu tiên của EXO được quảng bá là nhóm sáu thành viên. Album được phát hành để đặt trước vào ngày 1 tháng 11, và có sẵn trong ba phiên bản EXO, X-EXO và OBSESSION, được phát hành vào ngày 4 tháng 12.

## Bối cảnh và phát hành
Obsession bao gồm 10 bài hát bao gồm cả đĩa đơn chính mang tên "Obsession" Nó tiếp nối bản tái phát hành của album phòng thu gần đây nhất của nhóm – Love Shot, phát hành vào tháng 12 năm 2018. Album là bản phát hành đầu tiên của nhóm mà không có thành viên Xiumin và DO, những người hiện đang hoàn thành nghĩa vụ quân sự bắt buộc. Thành viên Lay cũng không tham gia vào sự trở lại của nhóm.

## Các bài hát
Album bao gồm 10 bài hát trong nhiều thể loại. Dưới đây là mô tả của SM Entertainment về các bài hát:
- Ca khúc chủ đề "Obsession" được mô tả là một bài hát nhạc dance hip hop với các mẫu giọng hát giống như lặp lại và một giai điệu nặng nề nổi bật.[7]
- "Trouble" là một bài hát khiêu vũ có chứa nhiều yếu tố thể loại như Trap và Reggae. Lời bài hát nói về yêu một người đậm sâu và không có lối thoát.[8]
- "Jekyll" là một bài hát pop dance với tiếng trống mạnh, bass 808 cùng với sự chuyển đổi và cấu trúc giọng hát năng động. Lời bài hát thể hiện một cuộc mâu thuẫn nội tâm với bản ngã thay đổi một cách có tác động.[9]
- "Groove" là một bài hát về những cặp tình nhân chia sẻ những cảm xúc trìu mến như thể họ đang vượt qua thực tế và mộng ảo thông qua vũ điệu. Bài hát có nhạc cụ dây và sáo với một điệp khúc nhịp nhàng.[8]
- "Ya Ya Ya" là một bài hát nhảy hip hop với lời bài hát thể hiện niềm tin rằng tình yêu bắt đầu trong một khoảnh khắc duy nhất. Bài hát có tiếng bass 808 nặng và một đoạn điệp khúc gây nghiện, với sự lấy mẫu từ bài hát của SWV là The The One (1996).[10]
- "Baby You Are" là một bài hát nhạc pop dance với sự rung cảm lãng mạn và các yếu tố của nhạc cụ dân gian. Lời bài hát kể một câu chuyện về khoảnh khắc thú vị của tình yêu từ cái nhìn đầu tiên.[11]
- "Non Stop" là một bài hát nhạc funk dance với lời bài hát lãng mạn hóa tình yêu không thể ngăn cản giữa hai người. Bài hát có nhạc cụ bằng đồng và guitar nổi bật.[11]
- Hai bài hát còn lại là "Day After Day" và "Butterfly Effect" không có mô tả từ công ty.[8]

## Quảng bá
Vào ngày 29 tháng 11, nhóm đã tổ chức buổi showcase comeback của họ mang tên Exo The Stage, nơi họ lần đầu tiên trình diễn đĩa đơn "Obsession".

## Thành tích
Sau một giờ ra mắt, Obsession đã lọt vào top 10 trên nhiều bảng xếp hạng âm nhạc tại Hàn Quốc. Vào lúc 1 giờ sáng ngày 28 tháng 11 năm 2019 (giờ Hàn Quốc), tức chưa đến một ngày kể từ khi phát hành, đĩa đơn chính cùng tên đã dẫn đầu dịch vụ âm nhạc trực tuyến Melon. Cho đến nay, EXO là nghệ sĩ duy nhất của SM Entertainment làm được điều này. Album cũng đứng ở vị trí #1 trên nhiều bảng xếp hạng như Synnara Records, Hanteo, Yes 24,...
Ca khúc chủ đề "Obsession" cũng đạt thành tích ra mắt tại #3 trên iTunes Worldwide. Còn album thì đứng đầu tại 60 quốc gia vào ngày 28 tháng 11, bao gồm: Canada, Các Tiểu vương quốc Ả Rập Thống nhất, Pháp, Argentina, Brazil, Chile, Bỉ, Bolivia, Đan Mạch, Ai Cập, Phần Lan, Hy Lạp, Hồng Kông, Hungary, Indonesia, Ireland, Litva, Ma Cao, Malaysia, México, Hà Lan, New Zealand, Na Uy, Philippines, Đài Loan, Thái Lan, Việt Nam,... và đã lên tới con số 62 vào ngày hôm sau.
Ngoài ra, chỉ sau 10 tiếng phát hành Obsession đã đạt Triple Platinum trên QQ Album Chart của Trung Quốc. Trong ngày đấu tiên, album cũng bán được hơn 330.000 bản.

## Danh sách bài hát
| STT              | Nhan đề                            | Phổ lời                          | Phổ nhạc | Biên khúc                                                                          | Thời lượng |
| ---------------- | ---------------------------------- | -------------------------------- | --- | ---------------------------------------------------------------------------------- | ---------- |
| 1.               | "Obsession"                        | Kenzie                           | Dwayne Abernathy Jr. Cristi "Stalone" Gallo Asia'h Epperson Adrian Mckinnon Yoo Young-jin Ryan S. Jhun        | Dem Jointz                                                                         | 3:23       |
| 2.               | "Trouble"                          | Hwang Yoo-bin                    | Jin Suk Choi, Karen Poole, Bobii Lewis                                                                        | Jin Suk Choi                                                                       | 3:17       |
| 3.               | "Jekyll" (지킬)                    | JQ Kim Hye-jin (makeumine works) | Tay Jasper Kaelin Ellis Nicky van der Lugt Melsert                                                            | Tay Jasper Kaelin Ellis Adrian Mckinnon Outlaw The Artist Aaron Fresh Hautboi Rich | 3:41       |
| 4.               | "Groove" (춤)                      | JQ Mola                          | Hyuk Shin Blair Taylor Jisoo Park                                                                             | Hyuk Shin Blair Taylor                                                             | 3:28       |
| 5.               | "Ya Ya Ya"                         | Kenzie                           | Dwayne Abernathy Jr. Ryan Jhun David Brown Charles Hinshaw Allen Gordon Jr Coko Taj Andrea Martin Ivan Matias | Dem Jointz                                                                         | 3:42       |
| 6.               | "Baby You Are"                     | JQ Park Ji-hee                   | Wendy Wang Mozella Benjamin Ingrosso Allakoi Peete                                                            | Wendy Wang                                                                         | 2:58       |
| 7.               | "Non Stop"                         | Jo Yoon-kyung                    | Obi Klein Charli Taft Andreas Oberg                                                                           | Obi Klein                                                                          | 3:24       |
| 8.               | "Day After Day" (오늘도)           | Jo Yoon-kyung                    | Mike Daley Mitchell Owens Deez Jeff Lewis                                                                     | Mike Daley Mitchell Owens Deez Jeff Lewis                                          | 3:42       |
| 9.               | "Butterfly Effect" (나비효과)      | Lee Su-ran (Jam Factory)         | LDN Noise Adrian McKinnon                                                                                     | LDN Noise                                                                          | 3:10       |
| 10.              | "Obsession" (嗜) (bản tiếng Trung) | Arys Chien                       | Dwayne Abernathy Jr. Ryan Jhun David Brown Charles Hinshaw Allen Gordon Jr Coko Taj Andrea Martin Ivan Matias | Dem Jointz                                                                         | 3:23       |
| Tổng thời lượng: | Tổng thời lượng:                   | Tổng thời lượng:                 | Tổng thời lượng:                                                                                              | Tổng thời lượng:                                                                   | 34:08      |

Ghi chú
- "Ya Ya Ya" chứa một phần nhạc mẫu của bài "You're the One" được thể hiện bởi SWV.[10][15]

## Xếp hạng

### Xếp hạng tuần
| Chart (2019)                          | Peak position |
| ------------------------------------- | ------------- |
| Australian Digital Albums (ARIA)      | 22            |
| Album Bỉ (Ultratop Vlaanderen)        | 124           |
| Album Bỉ (Ultratop Wallonie)          | 89            |
| Album Nhật Bản (Oricon)               | 16            |
| Japanese Hot Albums (Billboard Japan) | 20            |
| Lithuanian Albums (AGATA)             | 72            |
| South Korean Albums (Gaon)            | 1             |
| Album Anh Quốc Digital (OCC)          | 37            |
| Album Anh Quốc Independent (OCC)      | 50            |
| Album Hoa Kỳ Billboard 200            | 182           |
| Album Hoa Kỳ Independent (Billboard)  | 5             |
| Album Hoa Kỳ World (Billboard)        | 1             |

### Xếp hạng tháng
| Xếp hạng (2019)       | Vị trí cao nhất |
| --------------------- | --------------- |
| Album Hàn Quốc (Gaon) | 1               |

## Doanh thu
| Khu vực    | Doanh số |
| ---------- | -------- |
| Trung Quốc | 336.000  |
| Nhật Bản   | 24.275   |
| Hàn Quốc   | 829.147  |
| Hoa Kỳ     | 25.000   |

## Lịch sử phát hành
| Quốc gia       | Ngày                      | định dạng             | Nhãn                              |
| -------------- | ------------------------- | --------------------- | --------------------------------- |
| Hàn Quốc       | Ngày 27 tháng 11 năm 2019 | CD tải nhạc số stream | SM Dreamus                        |
| Hoa Kỳ         | Ngày 27 tháng 11 năm 2019 | CD tải nhạc số stream | SM Dreamus Alliance Entertainment |
| Nhiều nơi khác | Ngày 27 tháng 11 năm 2019 | tải nhạc số Stream    | SM Entertainment                  |